# Amyna axis
Amyna axis là một loài bướm đêm thuộc họ Noctuidae. Loài được tìm thấy ở vùng nhiệt đới và cận nhiệt đới và xuất hiện ở Châu Phi, Ấn Độ, Indonesia. Úc và Quần đảo Cook. Con trưởng thành bay từ tháng 8 đến tháng 10.

### Cây thức ăn
Ấu trùng ăn các loài Amaranthus, Croton, Celosia, Digera, Helianthus, Chenopodium, Spinacia, Ipomoea, Ricinus, Arachis, Crotalaria, Medicago, Phaseolus, Hibiscus, Cardiospermum, Solanum, Corchorus và Parasponia.
Nó là một loài sâu bệnh gây hại cho mung bean (Vigna radiata), black-eyed peas (Vigna unguiclata), lucerne (Medicago sativa) và đậu nành (Glycine max).

## Hình ảnh

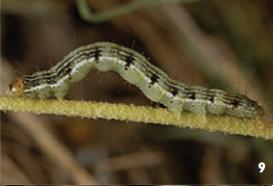
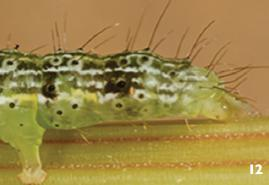
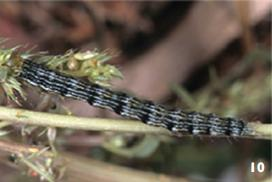
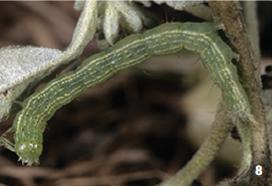